# Félix Murcia Aguayo
Félix Murcia Aguayo (Aranda de Duero, Castella i Lleó, 1945) és un director artístic espanyol, responsable de l'ambientació i decoració d'un gran nombre de pel·lícules, sèries de televisió i obres de teatre, i fundador i vicepresident de l'Associació Professional de Directors d'Art de Cinema i Televisió d'Espanya.

## Trajectòria
Estudià en l'Escola d'Arts i Oficis de Madrid, on obtingué els títols de disseny interior, arts aplicades, escenografia, i el superior de disseny. També va fer estudis de guió cinematogràfic i de direcció de cinema. Els seus primers treballs van ser per als estudis de la televisió holandesa de Hilversum, i a partir del 1966 per a Televisió Espanyola, fins al 1978. A partir de llavors es dedica exclusivament al cinema, i comença a impartir classes de la seua especialitat en l'Institut Oficial de RTVE, labor que dugué a terme fins al 1980. Aquest any participà encara com a escenògraf en la sèrie Fortunata y Jacinta dirigida per Mario Camus. Posteriorment ha treballat en moltes pel·lícules que ja són història del cinema espanyol, com ara La escopeta nacional (Luis García Berlanga, 1978), El crack (José Luis Garci, 1981), La fuga de Segovia (Imanol Uribe, 1981), El bosque animado (José Luis Cuerda, 1988), El rey pasmado (Imanol Uribe, 1991), Días contados (Imanol Uribe, 1994), El perro del hortelano (Pilar Miró, 1996), les nominades als Oscar Mujeres al borde de un ataque de nervios (Pedro Almodóvar, 1988) i Secretos del corazón (Montxo Armendáriz, 1997), en projectes internacionals com Els senyors de l'acer / Flesh & Blood (Paul Verhoeven, 1984), Gallego (Manuel Octavio Gómez, 1988), Adriana (Margarida Gil, 2004), i ha estat nominat al Premi Goya a la millor direcció artística dotze vegades, en cinc de les quals li fou atorgat. També ha estat el responsable de l'escenografia en gran nombre d'espectacles teatrals. El 1982 dirigí, a partir d'un guió propi, Sombras de cristal, el seu primer curtmetratge, guardonat aquell mateix any amb el Premi Especial Qualitat per la Direcció General de Cine. Durant anys ha exercit de professor-tutor de direcció artística en l'Escola de Cinematografia i Audiovisuals de Madrid, i des del 2009 coordinà, ensems amb Jonathan McKinstry, la nova titulació de direcció artística en el centre d'estudis cinematogràfics de la Ciutat de la Llum, abans que aquesta fos tancada el 2012.
L'any 2002, la SGAE publicà el seu llibre La escenografía en el cine. El arte de la apariencia, un dels títols més importants en espanyol dedicats íntegrament a aquesta especialitat.

## Premis
- Premi Nacional de Cinematografia del Ministeri de Cultura (1999)
- Premi Goya a la millor direcció artística:

1986, per Dragon Rapide
1991, per El rey pasmado
1993, per Tirano Banderas
1996, per El perro del hortelano
1997, per Secretos del corazón
- Premi Especial Qualitat 1982 de la Direcció General de Cine del Ministeri de Cultura per Sombras de cristal
- Premi Especial Qualitat 1995 de l'Institut de la Cinematografia i de les Arts Audiovisuals del Ministeri de Cultura per Sombras en una batalla